# Niccola Costella
Niccola Costella (Livorno, 4 maggio 1844 – Livorno, 13 ottobre 1907) è stato un politico italiano.

## Biografia
Sindaco di Livorno dal 1886 al 1893, fu l'ultimo sindaco della città labronica nominato con Regio decreto e anche il primo sindaco ad essere eletto dal consiglio in seguito alla riforma del 1889. Alle elezioni del maggio 1895 venne eletto deputato della XIX legislatura del Regno d'Italia con 3 268 voti per il collegio elettorale di Livorno II.
Fu nuovamente sindaco di Livorno dall'ottobre 1897 all'ottobre 1898 dopo le dimissioni di Rosolino Orlando.